# أغوستين إدواردز روس
أغوستين إدواردز روس (بالإسبانية: Agustín Edwards Ross)‏ هو مصرفي وسياسي تشيلي، ولد في 17 فبراير 1852 في فالبارايسو في تشيلي، وتوفي بنفس المكان في 1 نوفمبر 1897. انتخب وزير المالية - تشيلي وانتخب عضو مجلس الشيوخ من شيلي وانتخب عضو مجلس النواب من شيلي.